# Lavoisiera
Lavoisiera es un género  de plantas fanerógamas pertenecientes a la familia Melastomataceae. Comprende 70 especies descritas y de estas, solo 2 aceptadas. Es originario de Brasil.

## Taxonomía
El género fue descrito por Augustin Pyrame de Candolle y publicado en Prodromus Systematis Naturalis Regni Vegetabilis 3: 102. 1828.

## Especies aceptadas
A continuación se brinda un listado de las especies del género Lavoisiera aceptadas hasta febrero de 2013, ordenadas alfabéticamente. Para cada una se indica el nombre binomial seguido del autor, abreviado según las convenciones y usos:
- Lavoisiera phyllocalycina Cogn.
- Lavoisiera pulchella Cham.